# Kărkarija
Kărkarija (bulgariska: Къркария) är en bergskedja i Bulgarien. Den ligger i regionen Pazardzjik, i den centrala delen av landet, 100 km sydost om huvudstaden Sofia.